# Martin Campina
Martin Campina es un juglar gallego o portugués del siglo XIII.

## Biografía
No se conservan datos biográficos, sus 2 cantigas tampoco contienen alusiones biográficas ni geográficas para determinar su procedencia. Campina puede ser su apellido o también su lugar de procedencia, siendo un topónimo existente tanto en Galicia como en Portugal. Pudo estar activo entre 1240 y 1280.

## Obra
Se conservan 2 cantigas de amigo, recogidas en el cancionero de la Biblioteca Nacional de Lisboa y en el cancionero de la Biblioteca Vaticana.